# Efectele consumului de tutun asupra sănătății
Efectele consumului de tutun asupra sănătății sunt semnificative, depinzând de felul în care tutunul este consumat (fumat, aspirat, sau mestecat), precum și de cantitățile utilizate.
Principalele efecte ale fumatului de tutun (principala modalitate de consum) sunt mărirea riscului de cancer la plămâni și de boli cardio-vasculare. Organizația mondială a sănătății a estimat în 2002  că în țările în curs de dezvoltare, 26% din decesele bărbaților și 9% din decesele femeilor au la origine fumatul. În mod similar, în Statele Unite, Centrul pentru prevenirea și controlul bolilor, descrie folosirea tutunului drept "cel mai important factor de risc, ce poate fi prevenit, asupra sănătății locuitorilor țărilor în curs de dezvoltare - o importantă sursă a morții premature de pe glob."

## Riscuri primare
Fumatul este una din cauzele majore de imbolnavire si mortalitate in intreaga lume, fiind stiut ca speranta de viata a unui fumator este cu 5 – 20 de ani mai mica, iar aceasta depinde daca se imbolnaveste sau nu din cauza fumatului.
S-a estimat că fumătorii trăiesc cu 2,5 până la 10 ani mai puțin decât nefumătorii. Aproape jumătate dintre bărbații care fumează vor muri din cauza unei boli cauzată de fumat. =
Bolile cauzate de tutun omoară aproximativ 438 000 de oameni anual în Statele Unite ale Americii, aproximativ 1 205 pe zi, ceea ce o face cea mai importantă cauză a a morții care poate fi eliminată în Statele Unite. Organizația Mondială a Sănătății a făcut o declarație publică prin care se afirmă că tutunul va ucide un miliard de oameni în acest secol.
Riscul cel mai important al consumului de tutun îl prezintă asupra sistemului cardiovascular, mai precis fumatul este unul dintre cei mai importanți factori de declanșare a infarctul miocardic (atacul de cord), boli ale sistemului respirator, precum Bronhopneumonie Obstructivă Cronică (BPOC) (în engleză: Chronic Obstructive Pulmonary Disease (COPD)) și emphysema, și cancer, în special cancer la plămâni sau cancer la laringe sau gură. Înainte de primul război mondial, cancerul la plămâni era considerată o maladie foarte rară, cu care marea majoritate a doctorilor nu ar fi ajuns să o întâlnească în întreaga lor carieră. Odată cu popularizarea fumatului de tutun de după război, a apărut practic o epidemie de cancer la plămâni.
În prezent, dintre oamenii care au fumat la un moment dat orice formă de tutun, aproape unul din zece se va îmbolnăvi de cancer la plămâni. Unul din șase oameni care fumează tutun în mod curent, se va îmbolnăvi de cancer la plămâni. Pentru comparație, pentru nefumători, doar unul din 75 oameni se va îmbolnăvi de cancer la plămâni.
Apariția impotenței este cu aproape 85 la sută mai mare la fumători decât la nefumători, fiind o cauză majoră pentru problemele cu erecția. Fumatul cauzează impotența pentru că duce la îngustarea arterelor sanguine.